# Gomme tropicale
Pour les articles homonymes, voir Gomme.
La gomme tropicale est une variété de gomme apposée derrière des timbres-poste français destinés à certains marchés.
La gomme des timbres est destinée à les coller sur leur support (enveloppe...). La gomme tropicale résiste mieux à la chaleur humide des départements d'outre-mer tropicaux (Réunion, Guyane, Guadeloupe, Martinique) et a été utilisée pour des lots de certains timbres français spécifiquement destinés à ces départements. Ces timbres pouvaient alors être stockés sans risque de se coller à l'improviste.
D'après le catalogue Yvert et Tellier, c'est à la fin des années 1970 et au début des années 1980 qu'ont été fabriquées des séries de timbres avec ce type de gomme. À l'aspect, elle est plus mate que les gommes normales de cette période.
On peut citer :
- Une série spéciale des 80 centimes et 1 franc Marianne de Béquet 1976
- Une série spéciale du 1 franc + 20 centimes Journée du timbre 1978
- Une série spéciale du 1 franc Cinquantenaire du stade Roland Garros 1978
- Une série spéciale des 40, 60, 90 centimes et 3 francs 50 centimes, 4 francs et 5 francs type Sabine 1981

## Référence
- Catalogue Yvert et Tellier